# Момоду Мутаиру
Момоду Мутаиру (2. септембар 1976) бивши је нигеријски фудбалер.

## Репрезентација
За репрезентацију Нигерије дебитовао је 1995. године. За национални тим одиграо је 2 утакмице.

## Статистика
| Нигерија | Нигерија | Нигерија |
| Год.     | Ута.     | Гол.     |
| -------- | -------- | -------- |
| 1995     | 2        | 0        |
| Укупно   | 2        | 0        |